# Serifă

Serifele sunt marcate cu roșu

Serifele (cunoscute și sub denumirea de tălpițe în limbajul colocvial) sunt liniuțele, mai mult sau mai puțin subțiri/fine, cu care se termină unele din trăsăturile principale ale unor caractere de literă (glife). De obicei serifele sunt poziționate perpendicular pe trăsăturile principale respective. Specialiștii sunt de părere că literele cu serife ușurează citirea textelor lungi. Cele mai răspândite fonturi cu serife sunt cele numite Times și Courier, fiecare cu mai multe subvariante. Există însă și seturi de caractere fără serife, ca de exemplu Helvetica, Tahoma, Verdana, cu subvariantele respective. Și setul folosit în Wikipedia românească este tot fără serife.
În ziua de azi seturile noi de caractere se proiectează la calculator. Cele mai multe seturi actuale sunt făcute special pentru a fi afișate pe diversele display-uri electronice (deci nu neapărat pentru a fi tipărite pe hârtie). Seturile de caractere clasice (pentru tiparnițe) au fost și ele toate reproiectate, cu scopul de a putea fi folosite și pentru display-uri.
Cu toate acestea display-urile electronice nu se pretează, deocamdată, pentru citirea textelor lungi și, de aceea, la display-uri s-au format cu timpul alte uzanțe: caractere fără serife se folosesc, în general, pentru textele cu caracter mai tehnic, iar cele cu serife sunt preferate pentru celelalte genuri de texte, de exemplu literare / artistice. 